# Campionato Paulista 2012
Il Campionato Paulista 2012 è la 111ª edizione della massima serie calcistica dello Stato di San Paolo. Il campionato è cominciato il 20 gennaio e finisce il 13 maggio.

## Partecipanti
- Botafogo-SP
- Bragantino
- Catanduvense
- Corinthians
- Comercial-SP
- Guarani
- Guaratinguetá
- Ituano
- Linense
- Mirassol
- Mogi Mirim
- Catanduvense
- Oeste
- Palmeiras
- Paulista
- Ponte Preta
- Portuguesa
- San Paolo
- Santos
- São Caetano
- XV de Piracicaba

## Formula
Le 20 squadre sono inserite in un girone all'italiana e si affrontano in gare di sola andata. Le prime otto squadre classificate approdano ai playoff che si disputano in gare di sola andata tranne la finale (in caso di parità fa fede la posizione di classifica). Le ultime quattro squadre classificate vengono retrocesse nella Serie A2.

## Classifica
|                                  | Pos. | Squadra          | Pt | G  | V  | N | P  | GF | GS | DR  | %  |
| -------------------------------- | ---- | ---------------- | -- | -- | -- | - | -- | -- | -- | --- | -- |
|                                  | 1.   | Corinthians      | 46 | 19 | 14 | 4 | 1  | 28 | 11 | 17  | 80 |
|                                  | 2.   | San Paolo        | 43 | 19 | 13 | 4 | 2  | 42 | 21 | 21  | 75 |
|                                  | 3.   | Santos           | 39 | 19 | 12 | 3 | 4  | 46 | 18 | 28  | 68 |
| Promosso dalla Série A2 del 2011 | 4.   | Guarani          | 36 | 19 | 11 | 3 | 5  | 26 | 18 | 8   | 63 |
|                                  | 5.   | Palmeiras        | 36 | 19 | 10 | 6 | 3  | 37 | 24 | 13  | 63 |
|                                  | 6.   | Mogi Mirim       | 35 | 19 | 10 | 5 | 4  | 32 | 22 | 10  | 61 |
|                                  | 7.   | Bragantino       | 29 | 19 | 8  | 5 | 6  | 33 | 33 | 0   | 50 |
|                                  | 8.   | Ponte Preta      | 28 | 19 | 8  | 4 | 7  | 34 | 31 | 3   | 49 |
|                                  | 9.   | Mirassol         | 25 | 19 | 6  | 7 | 6  | 31 | 25 | 6   | 43 |
|                                  | 10.  | Oeste            | 25 | 19 | 6  | 7 | 6  | 32 | 30 | 2   | 43 |
|                                  | 11.  | Linense          | 23 | 19 | 6  | 5 | 8  | 31 | 40 | -9  | 40 |
|                                  | 12.  | São Caetano      | 23 | 19 | 5  | 8 | 6  | 24 | 25 | -1  | 40 |
|                                  | 13.  | Paulista         | 22 | 19 | 7  | 1 | 11 | 26 | 29 | -3  | 38 |
|                                  | 14.  | Ituano           | 20 | 19 | 5  | 5 | 9  | 25 | 34 | -9  | 35 |
|                                  | 15.  | Botafogo-SP      | 19 | 19 | 6  | 1 | 12 | 24 | 40 | -16 | 33 |
| Promosso dalla Série A2 del 2011 | 16.  | XV de Piracicaba | 18 | 19 | 5  | 3 | 11 | 23 | 29 | -6  | 31 |
|                                  | 17.  | Portuguesa       | 18 | 19 | 4  | 6 | 9  | 22 | 29 | -7  | 31 |
|                                  | 18.  | Guaratinguetá    | 15 | 19 | 4  | 3 | 12 | 22 | 43 | -21 | 26 |
| Promosso dalla Série A2 del 2011 | 19.  | Catanduvense     | 13 | 19 | 2  | 7 | 10 | 19 | 36 | -17 | 22 |
| Promosso dalla Série A2 del 2011 | 20.  | Comercial-SP     | 12 | 19 | 3  | 3 | 13 | 18 | 37 | -19 | 21 |

## Fase a eliminazione diretta

### Tabellone
|  | Quarti di finale | Quarti di finale | Quarti di finale |        |         | Semifinali  | Semifinali | Semifinali |  |  | Finale | Finale  | Finale |
|  |                  |                  |                  |        |         |             |            |            |  |  |        |         |        |
|  | 1º               | Corinthians      | 2                |        |         |             |            |            |  |  |        |         |        |
|  | 8º               | Ponte Preta      | 3                |        |         |             |            |            |  |  |        |         |        |
|  | 8º               | Ponte Preta      | 3                |        | 8º      | Ponte Preta | 1          |            |  |  |        |         |        |
|  |                  |                  |                  |        | 8º      | Ponte Preta | 1          |            |  |  |        |         |        |
|  |                  | 4º               | Guarani          | 3      |         |             |            |            |  |  |        |         |        |
|  | 4º               | 4º               | Guarani          | 3      | Guarani | 3           |            |            |  |  |        |         |        |
|  | 4º               |                  |                  |        | Guarani | 3           |            |            |  |  |        |         |        |
|  | 5º               | Palmeiras        | 2                |        |         |             |            |            |  |  |        |         |        |
|  |                  |                  |                  |        |         |             |            |            |  |  | 4º     | Guarani | 2      |
|  |                  |                  | 3º               | Santos | 7       |             |            |            |  |  |        |         |        |
|  | 2º               | San Paolo        | 4                |        |         |             |            |            |  |  |        |         |        |
|  | 7º               | Bragantino       | 1                |        |         |             |            |            |  |  |        |         |        |
|  | 7º               | Bragantino       | 1                |        | 2º      | San Paolo   | 1          |            |  |  |        |         |        |
|  |                  |                  |                  |        | 2º      | San Paolo   | 1          |            |  |  |        |         |        |
|  |                  | 3º               | Santos           | 3      |         |             |            |            |  |  |        |         |        |
|  | 3º               | 3º               | Santos           | 3      | Santos  | 2           |            |            |  |  |        |         |        |
|  | 3º               |                  |                  |        | Santos  | 2           |            |            |  |  |        |         |        |
|  | 6º               | Mogi Mirim       | 0                |        |         |             |            |            |  |  |        |         |        |

### Quarti di finale
Le partite si sono giocate il 21 aprile e il 22 aprile.
| Squadra 1   | Risultato | Squadra 2   |
| ----------- | --------- | ----------- |
| Corinthians | 2 - 3     | Ponte Preta |
| Guarani     | 3 - 2     | Palmeiras   |
| Santos      | 2 - 0     | Mogi Mirim  |
| San Paolo   | 4 - 1     | Bragantino  |

| Arbitro: | Wilson Luís Seneme |

|                                                   |           |                  |
| Fernandinho 19’ Luís Fabiano 52’, 68’ Osvaldo 83’ | Marcatori | 64’ Júnior Lopes |

| Arbitro: | Flávio Luís Guerra |

|                         |           |  |
| Maranhão 22’ Neymar 71’ | Marcatori |  |

| Arbitro: | Rodrigo Braghetto |

|                      |           |                                                 |
| Willian 74’ Alex 90’ | Marcatori | 12’ Willian Magrão 34’ Roger 89’ Rodrigo Pimpão |

| Arbitro: | Vinicius Furlan |

|                                |           |                                    |
| Fumagalli 50’ Fabinho 53’, 90’ | Marcatori | 54’ Marcos Assunção 90+3’ Henrique |

### Semifinali
Le partite sono state giocate il 29 aprile.
| Squadra 1 | Risultato | Squadra 2   |
| --------- | --------- | ----------- |
| Guarani   | 3 - 1     | Ponte Preta |
| San Paolo | 1 - 3     | Santos      |

| Arbitro: | Paulo César de Oliveira |

|                  |           |                            |
| Willian José 63’ | Marcatori | 3’ (rig.), 31’, 77’ Neymar |

| Arbitro: | Flávio Rodrigues Guerra |

|                                 |           |          |
| Fábio Bahia 52’ Medina 67’, 86’ | Marcatori | 39’ Caio |

### Finali
Le finali si sono giocate il 6 e 13 maggio.
| Squadra 1 | Totale | Squadra 2 | Andata | Ritorno |
| --------- | ------ | --------- | ------ | ------- |
| Guarani   | 2 - 7  | Santos    | 0 - 3  | 2 - 4   |

#### Andata
| Arbitro: | Wilson Luís Seneme |

|  |           |                             |
|  | Marcatori | 42’ Ganso 65’, 90+1’ Neymar |

#### Ritorno
| Arbitro: | Paulo César de Oliveira |

|                                    |           |                             |
| Alan Kardec 1’, 90’ Neymar 8’, 71’ | Marcatori | 4’ Fabinho 16’ Bruno Mendes |

## Campeonato do Interior
La competizione si gioca in due semifinali e finale dai migliori quattro posti dello Stato di São Paulo che non hanno raggiunto la fase finale del campionato nella stagione. Che a sua volta, è il 5 ° all'8 ° posto della prima fase del Campeonato Paulista, tranne le squadre dalla città di São Paulo e comprendente anche Santos.

### Semifinali
Le partite sono giocate il 28 aprile.
| Squadra 1  | Risultato       | Squadra 2 |
| ---------- | --------------- | --------- |
| Mogi Mirim | 3 - 2           | Oeste     |
| Bragantino | 1 - 1 (4-2 dcr) | Mirassol  |

| Arbitro: | Rodrigo Guarizo Ferreira do Amaral |

|                                  |           |                        |
| Renê Júnior 30’ Hernane 68’, 70’ | Marcatori | 7’ Wanderson 58’ Roger |

| Arbitro: | Wilson Luís Seneme |

|                                                |                      |                                             |
| Fernando Gabriel 40’                           | Marcatori            | 46’ Gilsinho                                |
| Fernando Gabriel Giancarlo Romarinho Léo Jaime | Tiri di rigore 4 – 2 | Xuxa Luciano Sorriso Gilsinho Henrique Dias |

### Finali
Le finali si sono giocate il 5 e 12 maggio.
| Squadra 1  | Totale | Squadra 2  | Andata | Ritorno |
| ---------- | ------ | ---------- | ------ | ------- |
| Bragantino | 4 - 8  | Mogi Mirim | 2 - 4  | 2 - 4   |

#### Andata
| Arbitro: | Raphael Claus |

|                                    |           |                                           |
| Victor Ferraz 3’ André Astorga 31’ | Marcatori | 20’ João Paulo 27’, 52’ Felipe 90+1’ Roni |

#### Ritorno
| Arbitro: | Jose Claudio Rocha Filho |

|                                                                                |           |                               |
| Fernandinho 20’ Luciano Castan 23’ (aut.) Édson Ratinho 40’ (rig.) Hernane 52’ | Marcatori | 45+1’ Giancarlo 89’ Léo Jaime |

## Classifica marcatori
| Pos | Giocatore    | Club       | Goal |
| --- | ------------ | ---------- | ---- |
| 1   | Neymar       | Santos     | 20   |
| 2   | Hernane      | Mogi Mirim | 15   |
| 3   | Giancarlo    | Bragantino | 12   |
| 4   | Willian José | São Paulo  | 11   |

Dati presi da UOL Esporte e Federação Paulista de Futebol

Aggiornato il 29 aprile 2012 